# Korea Aerospace Research Institute
L'Institut de Recerca Aeroespacial de Corea (en anglès: Korea Aerospace Research Institute) (KARI) és l'agència espacial i aeronàutica de Corea del Sud. Es va fundar en 1981, encara que fins a 1992 es va centrar en tecnologia aeroespacial. Els seus principals laboratoris es troben a Daejeon, en la Ciutat Científica de Daedeok. Entre els seus actuals projectes es troba la llançadora KSLV. D'anteriors projectes, destaca el satèl·lit Arirang-1, llançat en 1999.

## Història
En 1990 va començar el desenvolupament de coets propis, produint el KSR-1 i el KSR-2, d'una i dues etapes. En 1997 va començar el desenvolupament d'un motor de coet LOX/querosè. En 2002 va llançar un coet KSR-3 de prova. El pressupost de 2003 fou de 150 milions de dòlars.

## Actualitat
Està desenvolupant la Llançadora Espacial de Corea, amb una primera etapa basada en el coet Angara. Amb ajuda de Rússia, està desenvolupant el seu primer port espacial en Goheung, denominat Centre Espacial de Corea. En un acord amb Rússia, manarà un astronauta a l'Estació Espacial Internacional en 2008. Actualment, dos astronautes sud-coreans estan entrenant a Rússia. També està desenvolupant un satèl·lit geoestacionari multifuncional anomenat COMS 1.